# Morbid Tales
 (mai 2025).
Si vous disposez d'ouvrages ou d'articles de référence ou si vous connaissez des sites web de qualité traitant du thème abordé ici, merci de compléter l'article en donnant les références utiles à sa vérifiabilité et en les liant à la section « Notes et références ».
Albums de Celtic Frost
Emperor's Return
(1985)
Morbid Tales est le premier album du groupe de metal suisse Celtic Frost, sorti en 1984 sur le label Noise Records.

## Liste des titres

### Version américaine
Face A
1. Into the Crypts of Rays – 3:39
2. Visions of Mortality – 4:49
3. Dethroned Emperor – 4:37
4. Morbid Tales – 3:29

Face B
1. Procreation (Of the Wicked) – 4:04
2. Return to the Eve – 4:07
3. Danse Macabre – 3:52
4. Nocturnal Fear – 3:36

### Version européenne
Face A
1. Into the Crypts of Rays – 4:46
2. Visions of Mortality – 3:49
3. Procreation (Of the Wicked) – 4:02

Face B
1. Return to the Eve – 4:05
2. Danse Macabre – 3:51
3. Nocturnal Fear – 3:35

## Sources
- Discographie officielle
- Morbid Tales sur Encyclopaedia Metallum